# Bloemformule
Een bloemformule is een notatiemethode om de opbouw van een bloem weer te geven met behulp van letters, getallen en symbolen. In een kortschrift wordt de wezenlijke informatie gegeven over de bouw van een bloem.
Een bloemdiagram is een schetsmatige tekening van de projectie van een bloem op een vlak loodrecht op de as van de bloem gericht. Het vormt een soort plattegrond, met het doel een overzicht te geven van de bouw van een bloem.
Een bloemformule probeert de volgende zaken weer te geven: bloemsymmetrie, de aantallen onderdelen, hun onderlinge betrekkingen (zoals hun plaatsing en vergroeiing) en de situering van de vruchtbladen.

## Systeem
Er is een grote variatie in systemen om de bouw van een bloem in een bloemformule weer te geven. Een bloemformule en een bloemdiagram kunnen elkaar aanvullen. De algemene formule wordt gebruikt om de opbouw van een bloem van een plant (soort, geslacht of familie) aan te geven.
| Schema samenstelling van een bloemformule                                                                    | Schema samenstelling van een bloemformule | Schema samenstelling van een bloemformule | Schema samenstelling van een bloemformule | Schema samenstelling van een bloemformule | Schema samenstelling van een bloemformule | Schema samenstelling van een bloemformule |
| volgorde | symbool voor:                             | waarde                                    | symbool                                   | symbool                                   | symbool                                   | opmerkingen en voorbeelden |
| volgorde | symbool voor:                             | waarde                                    | alt. 1                                    | alt. 2                                    | alt. 3                                    | opmerkingen en voorbeelden |
| --- | ----------------------------------------- | ----------------------------------------- | ----------------------------------------- | ----------------------------------------- | ----------------------------------------- | --- |
| 1 | bloem- symmetrie                          | actinomorf                                | *                                         | ×                                         |                                           | (het symbool voor symmetrie wordt soms achter het teken voor het onderdeel gezet, waar het specifiek betrekking op heeft; bijvoorbeeld: CoZ of C↓ voor een zygomorfe kroon) |
| 1 | bloem- symmetrie                          | zygomorf                                  | ↓                                         | Z                                         | †                                         | (het symbool voor symmetrie wordt soms achter het teken voor het onderdeel gezet, waar het specifiek betrekking op heeft; bijvoorbeeld: CoZ of C↓ voor een zygomorfe kroon) |
| 1 | bloem- symmetrie                          | asymmetrisch                              |                                           | %                                         | $                                         | (het symbool voor symmetrie wordt soms achter het teken voor het onderdeel gezet, waar het specifiek betrekking op heeft; bijvoorbeeld: CoZ of C↓ voor een zygomorfe kroon) |
| extra1 | geslachts- verdeling                      | mannelijk                                 | ♂                                         | ♂                                         | ♂                                         | (deze aanduiding wordt vaak weggelaten, want het blijkt ook uit de aanwezigheid van een androecium en/of een gynoecium)                                                     |
| extra1 | geslachts- verdeling                      | vrouwelijk                                | ♀                                         | ♀                                         | ♀                                         | (deze aanduiding wordt vaak weggelaten, want het blijkt ook uit de aanwezigheid van een androecium en/of een gynoecium)                                                     |
| extra1 | geslachts- verdeling                      | tweeslachtig                              | ⚥                                         | ⚥                                         | ⚥                                         | (deze aanduiding wordt vaak weggelaten, want het blijkt ook uit de aanwezigheid van een androecium en/of een gynoecium)                                                     |
| 2 | kelk                                      | Kalyx Calyx                               | Kn                                        | Kn                                        | Can, CAn                                  | K(4-5): kelk met 4 of 5 vergroeide kelkbladen (sepalen) Ca(4-5): kelk met 4 of 5 vergroeide kelkbladen                                                                      |
| 3 | kroon                                     | Corolla Corolla                           | Cn                                        | Cn                                        | Con, COn                                  | C3+3=C3+3: kroon met twee kransen van 3 kroonbladen (petalen) Co6: kroon met 6 kroonbladen                                                                                  |
| 2+3 | bloemdek                                  | Perigoon met Tepalen                      | Pn                                        | Tn                                        | CaCon, CACOn                              | P3=T3=CaCo3: bloemdek met 3 bloemdekbladen (tepalen) CaCo6: bloemdek met 6 bloemdekbladen -5- (met extra streepjes), bloemdek met 5 tepalen                                 |
| 4 | meeldraden                                | Androecium                                | An                                        | An                                        | An                                        | A(9)+1=A(9)+1: negen vergroeide meeldraden en 1 losse A∞=A∞: veel meeldraden (>12)                                                                                          |
| 5 | vrucht- beginsel                          | Gynoecium                                 | Gn                                        | Gn                                        | Gn                                        | G(4): vruchtbeginsel met 4 vergroeide bovenstandige vruchtbladen (carpellen). Soms wordt de G onderstreept: G(4)                                                            |
| extra2 | vruchttype (fructus)                      | vruchttype (fructus)                      | —                                         | —                                         | —                                         | (dit gegeven wordt soms toegevoegd) |
| verklaring: n - staat voor een getal tot ongeveer 12 ∞ - staat voor een groot getal (gewoonlijk meer dan 12) |                                           |                                           |                                           |                                           |                                           | |

Daarnaast worden nog verscheidene andere symbolen gebruikt, zoals voor vergroeiing van onderdelen, inplanting van de bloemdelen, steriliteit van meeldraden of vruchtbladen, de bloemboden en stamper.
VergroeiingAls gelijksoortige bloemdelen met elkaar vergroeid zijn wordt dit aangegeven met ( ).
Wanneer het niet-gelijksoortige vergroeide bloemdelen betreft, wordt dit aangegeven met [ ] of met { }.
InplantingDe inplanting van de bloemdelen kan spiraalsgewijs (symbool ) , actinomorf (symbool ×) of zygomorf (symbool %, ↓ of †) zijn.
SteriliteitBij steriele meeldraden of vruchtbladen wordt dit aangegeven met een punt achter het aantal.
Voorbeeld: A5 + 5· voor een dubbele krans van meeldraden waarvan de binnenste krans onvruchtbaar is.
Bloembodem en stamper
Met een zwarte streep, bijvoorbeeld onder de formule, kan de bloembodem (receptaculum) worden aangegeven.
Ook is het mogelijk de streep alleen boven de G (gynoecium) te zetten (G) of boven het getal voor het aantal vruchtbladen, bijvoorbeeld G(4).

## Voorbeelden bloemformules
Eventueel wordt het vruchttype nog toegevoegd.
| Voorbeelden en voorbeeldvarianten | Voorbeelden en voorbeeldvarianten            | Voorbeelden en voorbeeldvarianten                                                                                    |
| --------------------------------- | -------------------------------------------- | --- |
| Madeliefje (Bellis perennis)      | * K 0 of pappus C (5) [A (5) G (2)] Nootje   | * K 0 of pappus C (5) [A (5) G (2)] Nootje                                                                           |
| Madeliefje (Bellis perennis)      | * K 0 of pappus C(5) [A(5) G(2)] Nootje      | |
| Madeliefje (Bellis perennis)      | * Ca 0 of pappus Co (5) [A (5) G (2)] Nootje | |
| Tulp (Tulipa)                     | * K3 C3 A6 G(3)                              | * K3 C3 A6 G(3) |
| Tulp (Tulipa)                     | K3 C3 A6 G(3)                                | |
| Tulp (Tulipa)                     | * Ca3 Co3 A6 G(3)                            | |
| Viooltjesfamilie (Violaceae)      | ↑ K5 C5 A5 G(3)                              | bloem zygomorf, kelk met 5 sepalen, kroon met 5 petalen, 5 meeldraden, stamper bestaat uit 3 vergroeide vruchtbladen |
| Viooltjesfamilie (Violaceae)      | Ca5 CoZ5 A5 G(3)                             | kelk met 5 sepalen, kroon zygomorf met 5 petalen, 5 meeldraden, stamper bestaat uit 3 vergroeide vruchtbladen        |
| Viooltjesfamilie (Violaceae)      | ↓, 5, 5, 5, (3)                              | Hier zijn de letters weggelaten en moeten daarom alle 5 posities ingevuld worden.                                    |
| Boterbloem (Ranunculus)           | * K5 C5 A∞ G∞                                | |
| Vetkruid (Sedum)                  | * K5 C5 A5+5 G5                              | |
| Sneeuwklokje (Galanthus)          | * P3+3 A3+3 G(3) * -3+3-, 3+3, (3)           | |
| Dovenetel (Lamium)                | ↓ K(5) [C(5) A4] G(2)                        | |

## Bloemdiagram
|  |  |

Het bloemdiagram is een schematische voorstelling van een dwarsdoorsnede van een bloem. De dwarsdoorsnede gaat door het meest kenmerkende deel van de bloemdelen.
De onderdelen van de bloem worden in hun onderlinge verband weergegeven, eventueel aangevuld met details van de vormen. Sterk vergroeide bloemdelen worden met een doorgetrokken boogje en zwak vergroeide met een gestippeld boogje aangegeven.